# Sunnyside Cruise
〈Sunnyside Cruise〉는 일본의 퓨전 재즈 밴드인 T-Square의 노래이다. 1995년 9월 발매된 앨범 《Welcome to the Rose Garden》에 수록된 연주곡이다. T-Square의 37장의 앨범 수록 곡 중 대한민국의 팬들이 가장 좋아하는 곡으로 선정되기도 했다.
대한민국 TV 프로그램의 BG로 많이 사용된다. 1998년 9월 《Exciting Peace: The Best Of T-Square》에 수록되어 재발매되었다. 화려하고 기교가 있기 보다는 산뜻하고 소박하게 표현한 곡으로 평가받는다.